# 源氏 (焼酎)
源氏（げんじ）とは甲類焼酎の銘柄である。元は静岡県田方郡大仁町(現・伊豆の国市)にて脇田酒造、その後東洋醸造が「源氏焼酎」の銘柄で醸造していた。創業者の先祖および創業地が源氏に関係することに由来する。同社は経営難から1970年（昭和45年）に旭化成傘下となり、1992年（平成4年）に旭化成に吸収合併されて旭化成大仁支社となった。清酒「菊源氏」と共に「源氏」が旭化成酒造部門子会社の富久娘酒造の銘柄となった。
2002年（平成14年）にアサヒビールに譲渡され甲類焼酎・ホワイトリカーのブランドとして現存している（2011年（平成23年）に一升瓶や紙パックの製造を終了しており、現在はアルコール度数35%の業務用バッグ・イン・ボックス（18L）のみの販売となっている）。なお、製造はアサヒビールの子会社であるニッカウヰスキーが行っている。